# Sotigui Kouyaté
Sotigui Kouyaté (* 19. Juli 1936 in Bamako, Französisch-Sudan, heute Mali; † 17. April 2010 in Paris) war ein burkinischer Schauspieler sowie ehemaliger Fußballspieler.

## Leben
Kouyaté wurde 1936 (anderen Angaben zufolge 1934) von aus Gambia stammenden Eltern geboren. Er wandte sich zuerst dem Fußball zu, spielte auf der Position des Liberos und kam als Nationalspieler auf zwei Einsätze für die Mannschaft Obervoltas, des heutigen Burkina Faso. Er arbeitete auch als Boxer, Krankenpfleger oder Beamter und wandte sich nach einer Tätigkeit für das Radio der Schauspielerei zu. 1966 gründete er mit eigenen Mitteln eine Theatergruppe. Ab Anfang der 1970er Jahre folgten Rollen in Spielfilmen. Im Mai 1983 wurde Kouyaté von dem britischen Regisseur Peter Brook für dessen Theaterinszenierung des indischen Epos Mahabharata entdeckt und nach Paris eingeladen. Mit dem Stück gastierte er unter anderem am New Yorker Broadway, woraufhin weitere Engagements für den Griot bei Brook folgen sollten.
Nach dem Erfolg in dem Theaterstück verlegte Kouyaté seinen Wohnsitz nach Frankreich. Er gehörte schon bald zur Kerntruppe um Brooks Théâtre des Bouffes du Nord und ging mit Erfolg in dessen Inszenierungen von William Shakespeare, Sophokles aber auch zeitgenössischen Autoren auf Welttournee. 1998 stellte er als Regisseur eine Inszenierung von Sophokles’ Antigone auf dem Theaterfestival von Blaye vor, die später in das malische Mandeka Théâtre verlegt werden sollte.
1985 war Kouyaté in der Rolle des Marabout in Thomas Gilous preisgekrönter Spielfilmkomödie Black Mic Mac an der Seite von Jacques Villeret und Isaach De Bankolé zu sehen. Häufig wurde er – bedingt durch seine große, hagere Gestalt – in der Rolle des dickköpfigen, weisen Alten besetzt. Seinen größten Erfolg feierte er 2009 mit dem Gewinn des Darstellerpreises der Filmfestspiele von Berlin für seine Hauptrolle in Rachid Boucharebs Drama London River. Mit Bouchareb hatte er auch an dem preisgekrönten Film Little Senegal (2001) zusammengearbeitet.
Kouyaté war Vater von zehn Kindern. Sein Sohn Dani Kouyaté (* 1961) ist als Regisseur tätig und gab ihm 1994 eine Rolle in dem Film Keita! L'héritage du griot (1994). Ein weiterer Sohn, Hassane Kassi Kouyaté, ist Geschichtenerzähler und Schauspieler von Beruf.
2010 erlag Kouyaté im Alter von 73 Jahren einem Lungenleiden.

## Theaterstücke (Auswahl)
- 1985: Mahabharata von Jean-Claude Carrière, Regie: Peter Brook (Rolle: Bhishma / Parashurama)
- 1990: Der Sturm von William Shakespeare, Regie: Peter Brook (Rolle: Prospero)
- 1993: L'homme qui / The Man Who nach Oliver Sacks, Regie: Peter Brook
- 1996: Qui est la?, Regie: Peter Brook (Rolle: Geist)
- 1999: Antigone von Sophokles, Regie: Sotigui Kouyaté (Rolle: Kreon)
- 1999: Le Costume / The Suit von Can Themba, Regie: Peter Brook (Rolle: Maphikela)
- 2002: La Tragédie d’Hamlet von William Shakespeare, Regie: Peter Brook (Rolle: Polonius)
- 2004: Tierno Bokar von Amadou Hampâté Bâ, Regie: Peter Brook (Rolle: Tierno Bokar)

## Filmografie (Auswahl)
- 1972: FVVA
- 1974: Toula oder der Geist des Wassers (Toula ou le génie des eaux)
- 1982: Schwarzer Skorpion (Le courage des autres)
- 1983: Le Médecin de Gafiré
- 1986: Black Mic Mac
- 1989: Boulevards d’Afrique
- 1989: Le Mahabharata
- 1992: Golem, l'esprit de l'exil
- 1992: IP5 – Insel der Dickhäuter (IP 5 – L’île aux pachydermes)
- 1993: Tombés du ciel
- 1994: Keïta! Das Erbe des Griot (Keita! L'héritage du griot)[10]
- 1995: Wahnsinnsnacht (À cran)
- 1995: Le Maître des éléphants
- 1997: Saraka Bô
- 1999: Die Erben von Kain und Abel (La Genèse)
- 2001: Little Senegal
- 2001: Sia, le rêve du python
- 2002: Kleine schmutzige Tricks (Dirty Pretty Things)
- 2002: The Truth About Charlie
- 2002: Reise in die Polarnacht (Jim, la nuit; TV)
- 2003: Tor zum Himmel
- 2004: Génésis (Erzähler)
- 2005: L’Annulaire
- 2005: Travaux, on sait quand ça commence...
- 2007: Faro, la reine des eaux
- 2009: London River